# Theberton
Theberton est un village et une paroisse civile du Suffolk, en Angleterre, situé dans le district d'East Suffolk, à 6 kilomètres au nord-est de Saxmundham  et à 5 kilomètres au nord de Leiston. Au recensement de 2011, il comptait 279 habitants.

## Personnalités liées
Le pionnier de la photographie Robert Howlett y est né en 1831.